# Tribu Paiute-Xoixoni de la Reserva i Colònia Fallon
La Tribu Paiute-Xoixoni de la Reserva i Colònia de Fallon és una tribu reconeguda federalment dels paiute del nord i xoixoni occidentals al comtat de Churchill (Nevada). El seu autònim és Toi Ticutta que vol dir "menjadors de boga."

## Reserves
La tribu Paiute-Xoixoni de Fallon té una reserva federal, la Reserva índia paiute-xoixoni de Fallon, at 39° 31′ 16″ N, 118° 37′ 03″ O / 39.52111°N,118.61750°O, al comtat de Churchill. La reserva fou establida en 1887 amb 5.540 acres (22,4 km²). En 1990 vivien a la reserva 356 membres de la tribu, que en 2000 havien augmentat a 620. En 1992, 900 individus eren registrats com a membres de la tribu. Propera a la ciutat de Fallon hi ha la més petita i geogràficament separada Colònia Paiute-Xoixoni Fallon, a 39° 29′ 05″ N, 118° 45′ 38″ O / 39.48472°N,118.76056°O, que té dues seccions separades que es troben al centre de Fallon i l'aeroport municipal de Fallon, al nord-est de la ciutat.

## Avui
La seu de la Tribu Paiute-Xoixoni es troba a Fallon (Nevada)). La tribu és governada per un consell tribal de set membres. Len George n'és l'actual portaveu tribal.
Numa News és un periòdic mensual editat per la tribu.